# 米劳森
米劳森（法語：Mulhausen，法語發音：[mylauzən]）是法国下莱茵省的一个市镇，属于萨韦尔讷区。

## 地理
米劳森（48°52'59"N, 7°33'12"E）面积4 平方千米，位于法国大東部大區下莱茵省，该省份为法国大陆部分最东部的省份，是阿尔萨斯的一部分，今与上莱茵省组成了阿尔萨斯欧洲集体，其南至上莱茵省，西南接孚日省和默尔特-摩泽尔省，西接摩泽尔省，北与德国接壤。
与米劳森接壤的市镇（或旧市镇、城区）包括：比绍尔茨、奥夫维莱尔、希勒斯多夫、于尔维莱尔。

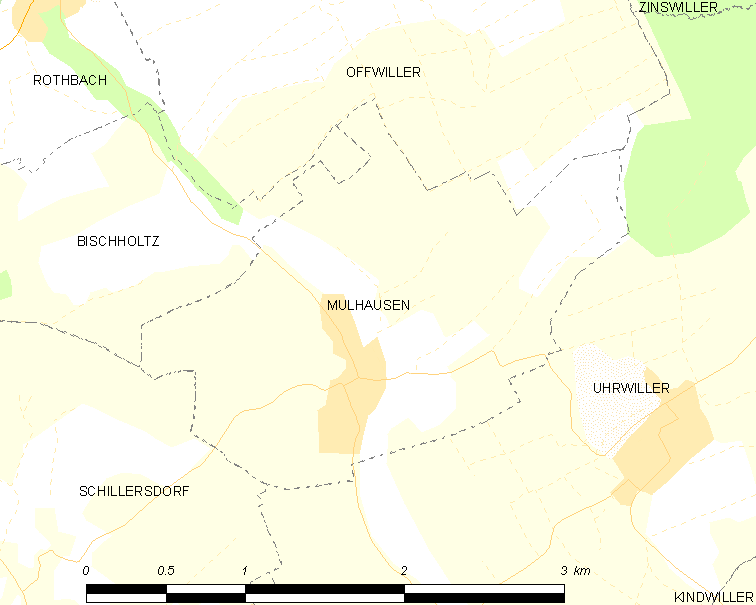
米劳森的OSM定位图

米劳森的时区为UTC+01:00、UTC+02:00（夏令时）。

## 行政
米劳森的邮政编码为67350，INSEE市镇编码为67307。

## 政治
米劳森所属的省级选区为英维莱尔县。

## 人口

1962-2008年间米劳森人口变化图示

米劳森于2022年1月1日时的人口数量为440人。